# Grand Prix de la ville de Pérenchies 2015
La 39e édition du Grand Prix de la ville de Pérenchies a eu lieu le 26 juillet 2015. La course fait partie du calendrier UCI Europe Tour 2015 en catégorie 1.2.
L'épreuve a été remportée en solitaire par le Belge Dimitri Claeys (Verandas Willems) 44 secondes devant son coéquipier et compatriote Joeri Calleeuw et 49 secondes devant le Néerlandais Stan Godrie (Rabobank Development).

## Présentation

### Équipes
Classé en catégorie 1.2 de l'UCI Europe Tour, le Grand Prix de la ville de Pérenchies est par conséquent ouvert aux équipes continentales professionnelles françaises, aux équipes continentales, aux équipes nationales et aux équipes régionales et de clubs.
Dix-neuf équipes participent à ce Grand Prix de la ville de Pérenchies - dix équipes continentales et neuf équipes régionales et de clubs :
| Équipes continentales          | Équipes continentales | Équipes continentales |
| Nom de l'équipe                | Pays                  | Code                  |
| ------------------------------ | --------------------- | --------------------- |
| Aisan Racing                   | Japon                 | AIS                   |
| Auber 93                       | France                | AUB                   |
| CCT-Champion System            | Nouvelle-Zélande      | CCT                   |
| Differdange-Losch              | Luxembourg            | CCD                   |
| Leopard Development            | Luxembourg            | LDT                   |
| Rabobank Development           | Pays-Bas              | RDT                   |
| Roubaix Lille Métropole        | France                | RLM                   |
| Start-Massi                    | Paraguay              | STF                   |
| T.Palm-Pôle Continental Wallon | Belgique              | PCW                   |
| Verandas Willems               | Belgique              | WIL                   |

| Équipes régionales et de clubs | Équipes régionales et de clubs | Équipes régionales et de clubs |
| Nom de l'équipe                | Pays                           | Code                           |
| ------------------------------ | ------------------------------ | ------------------------------ |
| AC Bisontine                   | France                         | ACB                            |
| CC Nogent-sur-Oise             | France                         | NOG                            |
| CC Villeneuve Saint-Germain    | France                         | CCV                            |
| Dovy Keukens-FCC               | Belgique                       | DKE                            |
| Dunkerque Littoral-Cofidis     | France                         | DLC                            |
| EC Raismes Petite-Forêt        | France                         | ECR                            |
| ESEG Douai-Origine Cycles      | France                         | ESD                            |
| Lotto-Soudal U23               | Belgique                       | LTU                            |
| Zappi's Racing                 | Royaume-Uni                    | ZAP                            |

### Règlement de la course

#### Primes
Les vingt prix sont attribués suivant le barème de l'UCI,. Le total général des prix distribués est de 6 010 €.
| Position | 1er     | 2e      | 3e    | 4e    | 5e    | 6e    | 7e    | 8e    | 9e    | 10e à 20e |
| Prix     | 2 425 € | 1 210 € | 607 € | 305 € | 240 € | 180 € | 180 € | 118 € | 118 € | 57 €      |

## Classements

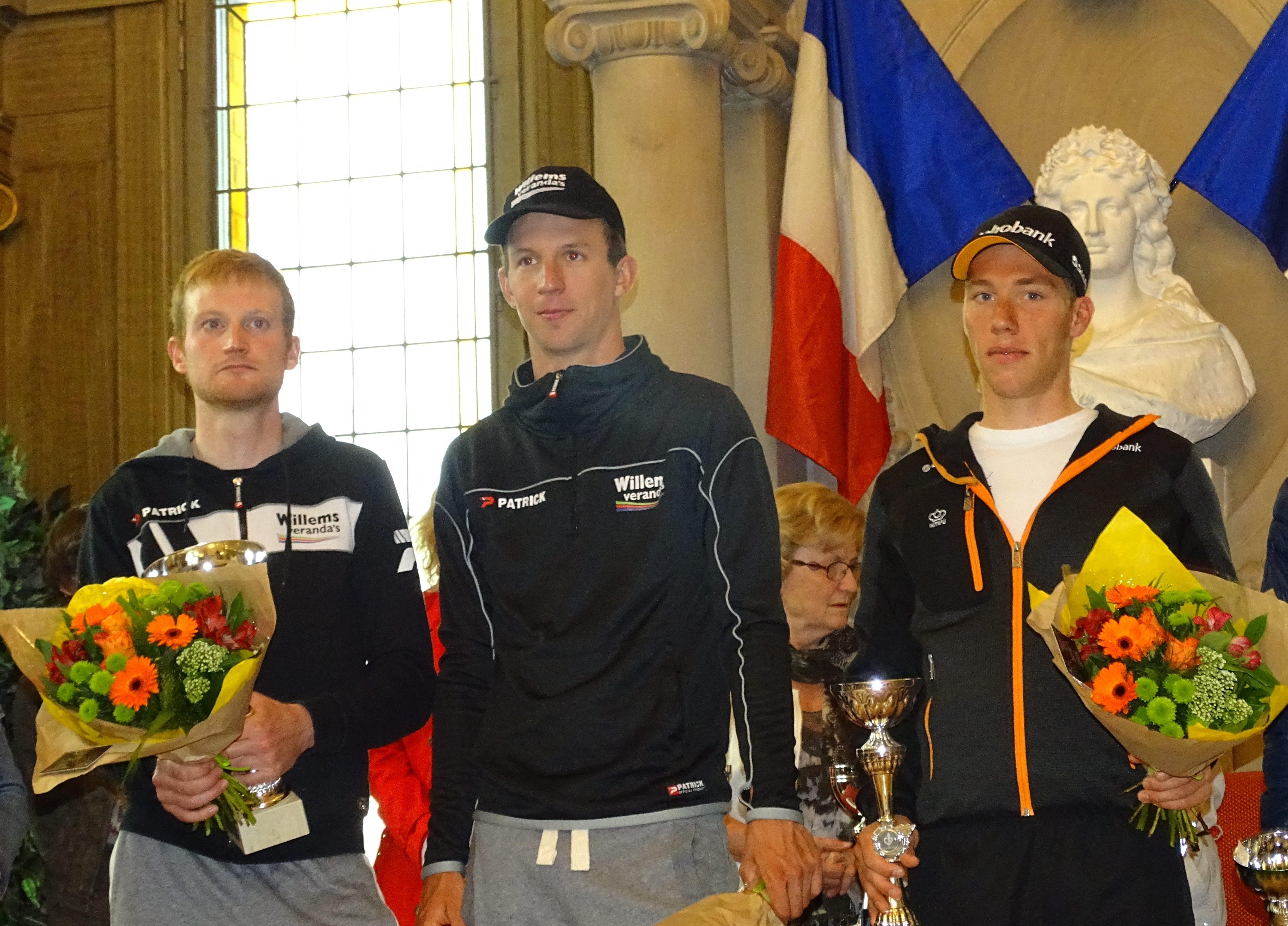
Joeri Calleeuw (2e), Dimitri Claeys (1er) et Stan Godrie (3e).

### Classement final
| Classement final | Classement final   | Classement final | Classement final        | Classement final   |
|                  | Coureur            | Pays             | Équipe                  | Temps              |
| ---------------- | ------------------ | ---------------- | ----------------------- | ------------------ |
| 1er              | Dimitri Claeys     | Belgique         | Verandas Willems        | en 3 h 36 min 36 s |
| 2e               | Joeri Calleeuw     | Belgique         | Verandas Willems        | + 44 s             |
| 3e               | Stan Godrie        | Pays-Bas         | Rabobank Development    | + 49 s             |
| 4e               | James Spragg       | Royaume-Uni      | CCT-Champion System     | + 55 s             |
| 5e               | Pit Schlechter     | Luxembourg       | Leopard Development     | + 55 s             |
| 6e               | Hartthijs de Vries | Pays-Bas         | Rabobank Development    | + 55 s             |
| 7e               | Rudy Barbier       | France           | Roubaix Lille Métropole | + 55 s             |
| 8e               | Gaëtan Bille       | Belgique         | Verandas Willems        | + 55 s             |
| 9e               | Alo Jakin          | Estonie          | Auber 93                | + 1 min 6 s        |
| 10e              | Piotr Havik        | Pays-Bas         | Rabobank Development    | + 1 min 6 s        |
| modifier         |                    |                  |                         |                    |

### UCI Europe Tour
Ce Grand Prix de la ville de Pérenchies attribue des points pour l'UCI Europe Tour 2015, par équipes seulement aux coureurs des équipes continentales professionnelles et continentales, individuellement à tous les coureurs sauf ceux faisant partie d'une équipe ayant un label WorldTeam.
| Position,          | 1er | 2e | 3e | 4e | 5e | 6e | 7e | 8e |
| Classement général | 40  | 30 | 16 | 12 | 10 | 8  | 6  | 3  |

## Liste des participants

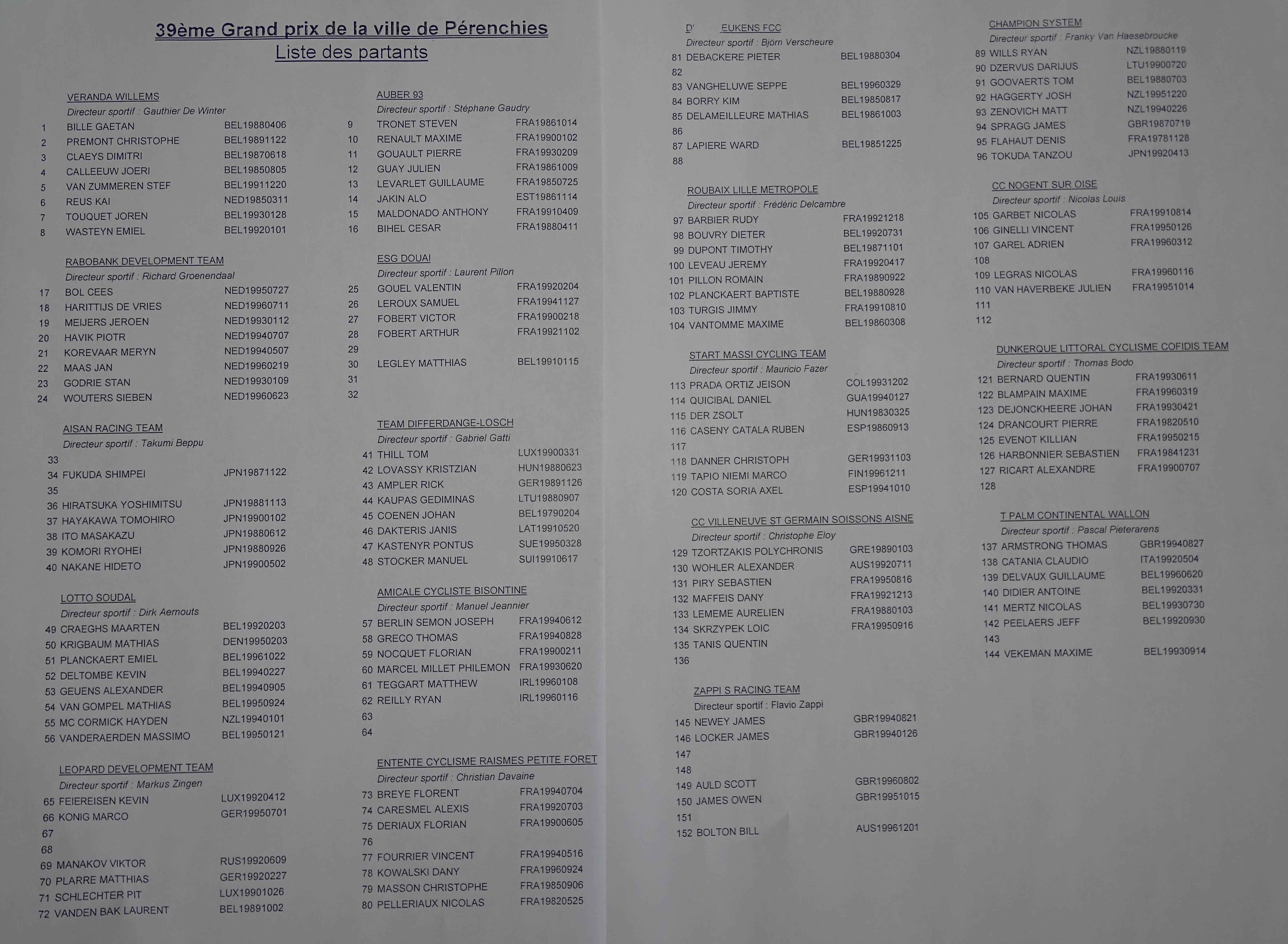

- Liste de départ complète

| Légende | Légende                                                                            | Légende | Légende                                                    |
| ------- | ---------------------------------------------------------------------------------- | ------- | ---------------------------------------------------------- |
| Num     | Dossard de départ porté par le coureur sur ce Grand Prix de la ville de Pérenchies | Pos     | Position à l'arrivée de la course                          |
|         | Indique un maillot de champion national ou mondial, suivi de sa spécialité         | NP      | Indique un coureur qui n'a pas pris le départ de la course |
| AB      | Indique un coureur qui n'a pas terminé la course                                   | HD      | Indique un coureur qui a terminé la course hors des délais |

| Verandas Willems WIL                  | Verandas Willems WIL     | Verandas Willems WIL |
| ------------------------------------- | ------------------------ | -------------------- |
| Num                                   | Coureur                  | Pos                  |
| 1                                     | Gaëtan Bille (BEL)       | 8e                   |
| 2                                     | Christophe Prémont (BEL) | 53e                  |
| 3                                     | Dimitri Claeys (BEL)     | 1er                  |
| 4                                     | Joeri Calleeuw (BEL)     | 2e                   |
| 5                                     | Stef Van Zummeren (BEL)  | AB                   |
| 6                                     | Kai Reus (NED)           | AB                   |
| 7                                     | Joren Touquet (BEL)      | 12e                  |
| 8                                     | Emiel Wastyn (BEL)       | AB                   |
| Directeur sportif : Gautier De Winter |                          |                      |

| Auber 93 AUB                       | Auber 93 AUB                | Auber 93 AUB |
| ---------------------------------- | --------------------------- | ------------ |
| Num                                | Coureur                     | Pos          |
| 9                                  | Steven Tronet (FRA) (Route) | 23e          |
| 10                                 | Maxime Renault (FRA)        | 33e          |
| 11                                 | Pierre Gouault (FRA)        | 20e          |
| 12                                 | Julien Guay (FRA)           | 39e          |
| 13                                 | Guillaume Levarlet (FRA)    | AB           |
| 14                                 | Alo Jakin (EST)             | 9e           |
| 15                                 | Anthony Maldonado (FRA)     | AB           |
| 16                                 | César Bihel (FRA)           | 67e          |
| Directeur sportif : Stephan Gaudry |                             |              |

| Rabobank Development RDT                | Rabobank Development RDT | Rabobank Development RDT |
| --------------------------------------- | ------------------------ | ------------------------ |
| Num                                     | Coureur                  | Pos                      |
| 17                                      | Cees Bol (NED)           | 13e                      |
| 18                                      | Hartthijs de Vries (NED) | 6e                       |
| 19                                      | Jeroen Meijers (NED)     | 19e                      |
| 20                                      | Piotr Havik (NED)        | 10e                      |
| 21                                      | Merijn Korevaar (NED)    | AB                       |
| 22                                      | Jan Maas (NED)           | 21e                      |
| 23                                      | Stan Godrie (NED)        | 2e                       |
| 24                                      | Sieben Wouters (NED)     | AB                       |
| Directeur sportif : Richard Groenendaal |                          |                          |

| ESEG Douai-Origine Cycles ESD      | ESEG Douai-Origine Cycles ESD | ESEG Douai-Origine Cycles ESD |
| ---------------------------------- | ----------------------------- | ----------------------------- |
| Num                                | Coureur                       | Pos                           |
| 25                                 | Valentin Gouel (FRA)          | 17e                           |
| 26                                 | Samuel Leroux (FRA)           | 54e                           |
| 27                                 | Victor Fobert (FRA)           | AB                            |
| 28                                 | Arthur Fobert (FRA)           | 47e                           |
| 29                                 |                               |                               |
| 30                                 | Matthias Legley (BEL)         | 28e                           |
| 31                                 |                               |                               |
| 32                                 |                               |                               |
| Directeur sportif : Laurent Pillon |                               |                               |

| Aisan Racing AIS                 | Aisan Racing AIS           | Aisan Racing AIS |
| -------------------------------- | -------------------------- | ---------------- |
| Num                              | Coureur                    | Pos              |
| 33                               |                            |                  |
| 34                               | Shinpei Fukuda (de) (JPN)  | AB               |
| 35                               |                            |                  |
| 36                               | Yoshimitsu Hiratsuka (JPN) | AB               |
| 37                               | Tomohiro Hayakawa (JPN)    | 59e              |
| 38                               | Masakazu Ito (JPN)         | AB               |
| 39                               | Ryohei Komori (JPN)        | AB               |
| 40                               | Hideto Nakane (JPN)        | AB               |
| Directeur sportif : Takumi Beppu |                            |                  |

| Differdange-Losch CCD             | Differdange-Losch CCD   | Differdange-Losch CCD |
| --------------------------------- | ----------------------- | --------------------- |
| Num                               | Coureur                 | Pos                   |
| 41                                | Tom Thill (LUX)         | 24e                   |
| 42                                | Krisztián Lovassy (HUN) | 42e                   |
| 43                                | Rick Ampler (GER)       | AB                    |
| 44                                | Gediminas Kaupas (LTU)  | AB                    |
| 45                                | Johan Coenen (BEL)      | AB                    |
| 46                                | Jānis Dakteris (LAT)    | 49e                   |
| 47                                | Pontus Kastemyr (SWE)   | 51e                   |
| 48                                | Manuel Stocker (SUI)    | 50e                   |
| Directeur sportif : Gabriel Gatti |                         |                       |

| Lotto-Soudal U23 LTU              | Lotto-Soudal U23 LTU       | Lotto-Soudal U23 LTU |
| --------------------------------- | -------------------------- | -------------------- |
| Num                               | Coureur                    | Pos                  |
| 49                                | Maarten Craeghs (BEL)      | 11e                  |
| 50                                | Mathias Krigbaum (DEN)     | AB                   |
| 51                                | Emiel Planckaert (BEL)     | AB                   |
| 52                                | Kevin Deltombe (BEL)       | AB                   |
| 53                                | Alexander Geuens (BEL)     | 14e                  |
| 54                                | Mathias Van Gompel (BEL)   | 35e                  |
| 55                                | Hayden McCormick (NZL)     | AB                   |
| 56                                | Massimo Vanderaerden (BEL) | AB                   |
| Directeur sportif : Dirk Aernouts |                            |                      |

| AC Bisontine ACB                    | AC Bisontine ACB             | AC Bisontine ACB |
| ----------------------------------- | ---------------------------- | ---------------- |
| Num                                 | Coureur                      | Pos              |
| 57                                  | Joseph Berlin-Sémon (FRA)    | 64e              |
| 58                                  | Thomas Greco (FRA)           | AB               |
| 59                                  | Florian Nocquet (FRA)        | 62e              |
| 60                                  | Philémon Marcel-Millet (FRA) | AB               |
| 61                                  | Matthew Teggart (IRL)        | 66e              |
| 62                                  | Ryan Reilly (IRL)            | AB               |
| 63                                  |                              |                  |
| 64                                  |                              |                  |
| Directeur sportif : Manuel Jeannier |                              |                  |

| Leopard Development LDT           | Leopard Development LDT  | Leopard Development LDT |
| --------------------------------- | ------------------------ | ----------------------- |
| Num                               | Coureur                  | Pos                     |
| 65                                | Kevin Feiereisen (LUX)   | AB                      |
| 66                                | Marco König (GER)        | 16e                     |
| 67                                |                          |                         |
| 68                                |                          |                         |
| 69                                | Viktor Manakov (RUS)     | 26e                     |
| 70                                | Matthias Plarre (GER)    | AB                      |
| 71                                | Pit Schlechter (LUX)     | 5e                      |
| 72                                | Laurent Vanden Bak (BEL) | AB                      |
| Directeur sportif : Markus Zingen |                          |                         |

| EC Raismes Petite-Forêt ECR           | EC Raismes Petite-Forêt ECR | EC Raismes Petite-Forêt ECR |
| ------------------------------------- | --------------------------- | --------------------------- |
| Num                                   | Coureur                     | Pos                         |
| 73                                    | Florent Breye (FRA)         | AB                          |
| 74                                    | Alexis Caresmel (FRA)       | 44e                         |
| 75                                    | Florian Deriaux (FRA)       | 41e                         |
| 76                                    |                             |                             |
| 77                                    | Vincent Fourrier (FRA)      | AB                          |
| 78                                    | Dany Kowalski (FRA)         | AB                          |
| 79                                    | Christophe Masson (FRA)     | AB                          |
| 80                                    | Nicolas Pelleriaux (FRA)    | 29e                         |
| Directeur sportif : Christian Davaine |                             |                             |

| Dovy Keukens-FCC DKE                 | Dovy Keukens-FCC DKE        | Dovy Keukens-FCC DKE |
| ------------------------------------ | --------------------------- | -------------------- |
| Num                                  | Coureur                     | Pos                  |
| 81                                   | Pieter-Jan Debackere (BEL)  | AB                   |
| 82                                   |                             |                      |
| 83                                   | Seppe Vangheluwe (BEL)      | AB                   |
| 84                                   | Kim Borry (BEL)             | AB                   |
| 85                                   | Mathias Delameilleure (BEL) | 43e                  |
| 86                                   |                             |                      |
| 87                                   | Ward Lapiere (BEL)          | AB                   |
| 88                                   |                             |                      |
| Directeur sportif : Bjorn Verscheure |                             |                      |

| CCT-Champion System CCT                     | CCT-Champion System CCT | CCT-Champion System CCT |
| ------------------------------------------- | ----------------------- | ----------------------- |
| Num                                         | Coureur                 | Pos                     |
| 89                                          | Ryan Wills (NZL)        | 32e                     |
| 90                                          | Darijus Džervus (LTU)   | 65e                     |
| 91                                          | Tom Goovaerts (BEL)     | 27e                     |
| 92                                          | Joshua Haggerty (NZL)   | AB                      |
| 93                                          | Matthew Zenovich (NZL)  | AB                      |
| 94                                          | James Spragg (GBR)      | 4e                      |
| 95                                          | Denis Flahaut (FRA)     | AB                      |
| 96                                          | Tanzō Tokuda (JPN)      | 60e                     |
| Directeur sportif : Franky Van Haesebroucke |                         |                         |

| Roubaix Lille Métropole RLM            | Roubaix Lille Métropole RLM | Roubaix Lille Métropole RLM |
| -------------------------------------- | --------------------------- | --------------------------- |
| Num                                    | Coureur                     | Pos                         |
| 97                                     | Rudy Barbier (FRA)          | 7e                          |
| 98                                     | Dieter Bouvry (BEL)         | 34e                         |
| 99                                     | Timothy Dupont (BEL)        | AB                          |
| 100                                    | Jérémy Leveau (FRA)         | AB                          |
| 101                                    | Romain Pillon (FRA)         | AB                          |
| 102                                    | Baptiste Planckaert (BEL)   | 48e                         |
| 103                                    | Jimmy Turgis (FRA)          | 15e                         |
| 104                                    | Maxime Vantomme (BEL)       | 25e                         |
| Directeur sportif : Frédéric Delcambre |                             |                             |

| CC Nogent-sur-Oise NOG            | CC Nogent-sur-Oise NOG     | CC Nogent-sur-Oise NOG |
| --------------------------------- | -------------------------- | ---------------------- |
| Num                               | Coureur                    | Pos                    |
| 105                               | Nicolas Garbet (FRA)       | AB                     |
| 106                               | Vincent Ginelli (FRA)      | AB                     |
| 107                               | Adrien Garel (FRA)         | 52e                    |
| 108                               |                            |                        |
| 109                               | Nicolas Legras (FRA)       | AB                     |
| 110                               | Julien Van Haverbeke (FRA) | 61e                    |
| 111                               |                            |                        |
| 112                               |                            |                        |
| Directeur sportif : Nicolas Louis |                            |                        |

| Start-Massi STF                     | Start-Massi STF         | Start-Massi STF |
| ----------------------------------- | ----------------------- | --------------- |
| Num                                 | Coureur                 | Pos             |
| 113                                 | Jeison Prada (COL)      | AB              |
| 114                                 | Daniel Quicibal (GUA)   | AB              |
| 115                                 | Žolt Der (HUN)          | 22e             |
| 116                                 | Rubén Caseny (ESP)      | AB              |
| 117                                 |                         |                 |
| 118                                 | Christoph Danner (GER)  | AB              |
| 119                                 | Marco-Tapio Niemi (FIN) | AB              |
| 120                                 | Axel Costa (ESP)        | 30e             |
| Directeur sportif : Mauricio Frazer |                         |                 |

| Dunkerque Littoral-Cofidis DLC  | Dunkerque Littoral-Cofidis DLC | Dunkerque Littoral-Cofidis DLC |
| ------------------------------- | ------------------------------ | ------------------------------ |
| Num                             | Coureur                        | Pos                            |
| 121                             | Quentin Bernard (FRA)          | 55e                            |
| 122                             | Maxime Blampain (FRA)          | 58e                            |
| 123                             | Johan De Jonckheere (FRA)      | AB                             |
| 124                             | Pierre Drancourt (FRA)         | AB                             |
| 125                             | Killian Évenot (FRA)           | AB                             |
| 126                             | Sébastien Harbonnier (FRA)     | AB                             |
| 127                             | Alexandre Ricart (FRA)         | 45e                            |
| 128                             |                                |                                |
| Directeur sportif : Thomas Bodo |                                |                                |

| CC Villeneuve Saint-Germain CCV     | CC Villeneuve Saint-Germain CCV      | CC Villeneuve Saint-Germain CCV |
| ----------------------------------- | ------------------------------------ | ------------------------------- |
| Num                                 | Coureur                              | Pos                             |
| 129                                 | Polychrónis Tzortzákis (GRE) (Route) | 37e                             |
| 130                                 | Alex Wohler (AUS)                    | AB                              |
| 131                                 | Sébastien Piry (FRA)                 | AB                              |
| 132                                 | Dany Maffeïs (FRA)                   | 36e                             |
| 133                                 | Aurélien Lememe (FRA)                | AB                              |
| 134                                 | Loïc Skrzypek (FRA)                  | AB                              |
| 135                                 | Quentin Tanis (FRA)                  | 18e                             |
| 136                                 |                                      |                                 |
| Directeur sportif : Christophe Eloy |                                      |                                 |

| T.Palm-Pôle Continental Wallon PCW     | T.Palm-Pôle Continental Wallon PCW | T.Palm-Pôle Continental Wallon PCW |
| -------------------------------------- | ---------------------------------- | ---------------------------------- |
| Num                                    | Coureur                            | Pos                                |
| 137                                    | Thomas Armstrong (GBR)             | 46e                                |
| 138                                    | Claudio Catania (ITA)              | 40e                                |
| 139                                    | Guillaume Delvaux (BEL)            | 68e                                |
| 140                                    | Antoine Didier (BEL)               | 57e                                |
| 141                                    | Nicolas Mertz (BEL)                | 56e                                |
| 142                                    | Jeff Peelaers (BEL)                | AB                                 |
| 143                                    |                                    |                                    |
| 144                                    | Maxime Vekeman (BEL)               | 31e                                |
| Directeur sportif : Pascal Pieterarens |                                    |                                    |

| Zappi's Racing ZAP               | Zappi's Racing ZAP   | Zappi's Racing ZAP |
| -------------------------------- | -------------------- | ------------------ |
| Num                              | Coureur              | Pos                |
| 145                              | James Newey (GBR)    | 63e                |
| 146                              | James Locker (GBR)   | 38e                |
| 147                              |                      |                    |
| 148                              |                      |                    |
| 149                              | Scott Auld (GBR)     | AB                 |
| 150                              | Owen James (GBR)     | AB                 |
| 151                              |                      |                    |
| 152                              | William Bolton (GBR) | AB                 |
| Directeur sportif : Flavio Zappi |                      |                    |